# كلية الآداب و العلوم الانسانية بالمحمدية
كلية الآداب والعلوم الانسانية  هي إحدى أهم المؤسسات الجامعية المغربية التابعة إلى جامعة الحسن الثاني الدارالبيضاء تقع في مدينة المحمدية بالمغرب، تأسست سنة 1984 ولازالت إلى اليوم تفتح أبوابها في وجه الطلبة من مختلف المناطق التابعة للجهة .
تتوفر هذه الكلية على 27 قاعة وتلاثة مختبرات  و قاعة للإعلاميات وأخرى للخرائط ومدرجين أحدهما يسمى مدرج الجاحظ والثاني يسمى مدرج الإمام مالك.
تصل الطاقة الاستيعابية للبنايات التربوية إلى 247 م , في حين تصل الطاقة الاستيعابية للبنايات الخاصة بالبحث العلمي إلى 256م .

## تخصصات كلية الآداب والعلوم الانسانية بالمحمدية

### مسالك الإجازة الأساسية
مسلك الدراسات العربية
مسلك الدراسات الإسلامية
مسلك الدراسات الفرنسية
مسلك الدراسات الإسبانية
مسلك الدراسات الإنجليزية
مسلك التاريخ والحضارة
مسلك الجغرافيا
مسلك علم الاجتماع
مسلك علم النفس

### الإجازة المهنية في
المربي المختص، مجال الإعاقة
العمل الاجتماعي
اللغة الروسية للأعمال

### سلك الماستر
Dynamique Urbaine, Banlieues et développement durable
Sociologie Urbaine et Développement
المجال الحضري في المغرب: التاريخ والخصوصيات
دراسات مسرحية
لسانيات وطرق تدريس اللغة العربية
Didactique du français langue étrangère et sur objectifs spécifiques

SIG, télédétection et cartographie appliqués à l’aménagement
Traduction Trilingue spécialisée (Arabe, Français, Anglais/Espagnol)
Tourisme et développement

### سلك الدكتورة
Patrimoine Naturel et Culturel
Dynamique socio spatiale, aménagement et développement des territoires
Sociologie des mutations sociales et développement
المدينة عبر التاريخ في حوض البحر الأبيض المتوسط

## عمداء الكلية من 1984-2022
الأستاذ إبراهيم السولامي فترة العمادة (1984-1988)
الأستاذة عزيزة بناني فترة العمادة (1988-1994)
الأستاذ محمد الساوري فترة العمادة (1994-1998)
الأستاذة رحمة بورقية فترة العمادة (1998 -2002)
الأستاذ عبد الجواد السقاط فترة العمادة (2003-2007)
الاستاذة رشيدة نافع فترة العمادة (2008-2017)
الأستاذ عبد الحميد ابن الفاروق فترة العمادة (2018 – إلى الآن) 